# Denver Refiners 1950-1951
La stagione 1950-51 dei Denver Refiners fu la 1ª e unica nella NBPL per la franchigia.
I Denver Refiners arrivarono secondi nella Western Division con un record di 18-16. Durante la stagione si spostarono a Evansville, cambiando nome in Evansville Agogans e cambiando completamente giocatori e staff tecnico. Con la nuova denominazione disputarono 6 partite, perdendole tutte.

## Roster
| N° | Naz.                   | Ruolo | Sportivo         | Anno | Alt. | Peso |
| -- | ---------------------- | ----- | ---------------- | ---- | ---- | ---- |
|    | Stati Uniti (bandiera) | GA    | Keith Bloom      | 1927 | 191  | 84   |
|    | Stati Uniti (bandiera) | A     | Bob Brown        | 1923 | 193  | 93   |
|    | Stati Uniti (bandiera) | GA    | Dillard Crocker  | 1925 | 193  | 93   |
|    | Stati Uniti (bandiera) | AC    | Ed Dahler        | 1926 | 196  | 86   |
|    | Stati Uniti (bandiera) | G     | Jimmy Darden     | 1922 | 185  | 77   |
|    | Stati Uniti (bandiera) | AC    | Hoot Gibson      | 1921 | 196  | 90   |
|    | Stati Uniti (bandiera) | G     | Bill Herman      | 1924 | 191  | 77   |
|    | Stati Uniti (bandiera) | GA    | Paul Hickey      | 1926 | 191  | 82   |
|    | Stati Uniti (bandiera) | GA    | Leo Kubiak       | 1927 | 180  | 79   |
|    | Stati Uniti (bandiera) | G     | Ziggy Marcell    | 1916 | 191  | 79   |
|    | Stati Uniti (bandiera) | A     | Guy Mitchell     | 1923 | 191  | 86   |
|    | Stati Uniti (bandiera) | C     | Milt Schoon      | 1922 | 206  | 107  |
|    | Stati Uniti (bandiera) | G     | Glen Selbo       | 1926 | 191  | 88   |
|    | Stati Uniti (bandiera) | G     | Mack Suprunowicz | 1927 | 183  | 77   |
|    | Stati Uniti (bandiera) | AC    | Floyd Volker     | 1921 | 193  | 93   |

## Staff tecnico
- Allenatore: Jimmy Darden